# Nagrada nezavisnog duha
Nagrada nezavisnog duha (engleski Independent Spirit Awards) je američka filmska nagrada osnovana 1984., s ciljem nagrađivanja i priznavanja nezavisnih filmova i redatelja koji su snimili filmske projekte na ograničenom budžetu, izvan Hollywooda. Nagrada se uglavnom dodjeljuje u Santa Monici, Kaliforniji, svake godine. Nominacije se objavljuju u studenom, a nagrade dodjeljuju krajem veljače ili početkom ožujka. 
Među "otkrićima" festivala spadaju i kasniji hvaljeni redatelji, kao što su Joel i Ethan Coen, Oliver Stone, Christopher Nolan, Wes Anderson i Quentin Tarantino.

## Popis pobjednika za najbolji nezavisni film

### 1980-te
- 1985: After Hours (Warner Bros.) - Martin Scorsese
  - Blood Simple (Universal) - Joel i Ethan Coen
  - Smooth Talk
  - The Trip to Bountiful
- 1986: Platoon (Orion) - Oliver Stone
  - Blue Velvet - David Lynch
  - Down by Law
  - On Valentine's Day
  - Salvador - Oliver Stone
  - Stand by Me (Columbia) - Rob Reiner
- 1987: River's Edge (Island Pictures) - Tim Hunter
  - The Big Easy
  - The Dead - John Huston
  - Matewan
  - Swimming to Cambodia - Jonathan Demme
  - Tough Guys Don't Dance (Cannon) - Norman Mailer
- 1988: Stand and Deliver (Warner Bros.) - Ramon Menendez
  - Hairspray (New Line Cinema) - John Waters
  - Patti Rocks
  - The Thin Blue Line
  - Torch Song Trilogy (New Line Cinema)
- 1989: Sex, Lies, and Videotape (Miramax) - Steven Soderbergh
  - Drugstore Cowboy - Gus Van Sant
  - Heat and Sunlight
  - Mystery Train
  - True Love

### 1990-te
- 1990: The Grifters (Miramax) - Stephen Frears
  - Henry: Portrait of a Serial Killer
  - The Plot Against Harry
  - Pump Up the Volume (New Line Cinema)
  - To Sleep with Anger
- 1991: Rambling Rose - Martha Coolidge
  - City of Hope
  - Hangin' with the Homeboys
  - Homicide
  - My Own Private Idaho (Fine Line Features) - Gus Van Sant
- 1992: The Player (Fine Line Features) - Robert Altman
  - Bad Lieutenant - Abel Ferrara
  - Gas Food Lodging
  - Mississippi Masala
  - One False Move - Carl Franklin
- 1993: Short Cuts (Fine Line Features) - Robert Altman
  - Equinox
  - Much Ado About Nothing (Samuel Goldwyn Company) - Kenneth Branagh
  - Ruby in Paradise
  - The Wedding Banquet
- 1994: Pulp Fiction (Miramax) - Quentin Tarantino
  - Bullets Over Broadway (Miramax) - Woody Allen
  - Eat Drink Man Woman
  - Mrs. Parker and the Vicious Circle (Fine Line Features)
  - Wes Craven's New Nightmare (New Line Cinema) - Wes Craven
- 1995: Leaving Las Vegas (United Artists) - Mike Figgis
  - The Addiction
  - Living in Oblivion
  - Safe
  - The Secret of Roan Inish (Sony Pictures Classics) - John Sayles
- 1996: Fargo (PolyGram) - Joel Coen
  - Dead Man (Miramax) - Jim Jarmusch
  - The Funeral
  - Lone Star (Columbia / Castle Rock) - John Sayles
  - Welcome to the Dollhouse (Sony Pictures Classics)
- 1997: The Apostle (October Films) - Robert Duvall
  - Chasing Amy (Miramax) - Kevin Smith
  - Loved
  - Ulee's Gold (Orion)
  - Waiting for Guffman (Columbia / Castle Rock) - Christopher Guest
- 1998: Gods and Monsters - Bill Condon
  - Affliction - Paul Schrader
  - Claire Dolan
  - A Soldier's Daughter Never Cries
  - Velvet Goldmine
- 1999: Election (Paramount) - Alexander Payne
  - Cookie's Fortune (October Films) - Robert Altman
  - The Limey - Steven Soderbergh
  - The Straight Story (Disney) - David Lynch
  - Sugar Town

### 2000-te
- 2000: Crouching Tiger, Hidden Dragon (Sony Pictures Classics) - Ang Lee
  - Before Night Falls - Julian Schnabel
  - George Washington
  - Ghost Dog: The Way of the Samurai
  - Requiem for a Dream (Artisan) - Darren Aronofsky
- 2001: Memento - Christopher Nolan
  - Hedwig and the Angry Inch - John Cameron Mitchell
  - L.I.E.
  - Things Behind the Sun
  - Waking Life
- 2002: Far from Heaven - Todd Haynes
  - The Good Girl
  - Lovely & Amazing
  - Secretary
  - Tully
- 2003: Lost in Translation (Focus Features) - Sofia Coppola
  - American Splendor
  - In America (Fox Searchlight) - Jim Sheridan
  - Raising Victor Vargas
  - Shattered Glass
- 2004: Sideways (Fox Searchlight) - Alexander Payne
  - Baadasssss!
  - Kinsey (Fox Searchlight) - Bill Condon
  - Maria Full of Grace
  - Primer
- 2005: Brokeback Mountain (Focus Features) - Ang Lee
  - Capote (Sony Pictures Classics) - Bennett Miller
  - Good Night, and Good Luck (Warner Independent) - George Clooney
  - The Squid and the Whale
  - The Three Burials of Melquiades Estrada
- 2006: Little Miss Sunshine (Fox Searchlight) - Jonathan Dayton and Valerie Faris
  - American Gun
  - The Dead Girl
  - Half Nelson
  - Pan's Labyrinth - Guillermo Del Toro
- 2007: Juno (Fox Searchlight) - Jason Reitman
  - The Diving Bell and the Butterfly - Julian Schnabel
  - I'm Not There - Todd Haynes
  - A Mighty Heart
  - Paranoid Park
- 2008: The Wrestler (Fox Searchlight) - Darren Aronofsky
  - Ballast
  - Frozen River - Courtney Hunt
  - Rachel Getting Married - Jonathan Demme
  - Wendy and Lucy
- 2009: Precious (Lions Gate) - Lee Daniels
  - (500) Days of Summer (Fox Searchlight) - Marc Webb
  - Amreeka
  - The Last Station
  - Sin Nombre

### 2010-te
- 2010: Black Swan (Fox Searchlight) - Darren Aronofsky
  - 127 Hours (Fox Searchlight) - Danny Boyle
  - Greenberg - Noah Baumbach
  - The Kids Are All Right (Focus Features) - Lisa Cholodenko
  - Winter's Bone - Debra Granik
- 2011: The Artist (The Weinstein Company) - Michel Hazanavicius
  - 50/50
  - Beginners
  - The Descendants (Fox Searchlight) - Alexander Payne
  - Drive
  - Take Shelter
- 2012: TBA
  - Beasts of the Southern Wild
  - Bernie - Richard Linklater
  - Keep the Lights On
  - Moonrise Kingdom - Wes Anderson
  - Silver Linings Playbook - David O. Russell

## Vanjske poveznice
- Službena stranica
- Independent Spirit Awards  Arhivirana inačica izvorne stranice od 18. siječnja 2010. (Wayback Machine) na Internet Movie Databaseu